# Zygochloa paradoxa
Zygochloa es un género monotípico de plantas herbáceas de la familia de las gramíneas o poáceas. Su única especie: Zygochloa paradoxa (R.Br.) S.T.Blake 1941, es originaria de Australia.

## Descripción
Es una planta robusta, perenne, rizomatosa y dioica, formando matas o montículos de 1,5 m de altura, 1 m de ancho. Culmos duros, frágiles, de hasta 8 mm o más de diámetro. Lígula una hilera de pelos de 1 mm de largo; escasa hoja, rígida y plana, con nervios prominentes. Inflorescencia de dos tipos: Cabezas masculinas globulares, diámetro de 1-2 cm, la femenina también globular, de 2.5-3.5 cm de diámetro, las brácteas prominentes con puntas rígidas. Espiguillas dimorfas, unisexuales, ligeramente comprimidas. Espiguillas masculinas poco pediceladas, 6-8 mm de largo, algunos en una panícula punta-como, con 2 flósculos masculinos; glumas subiguales, rígidas, 5-7-nervada, lemas tiesos con márgenes translúcidos, pálea rígida. Espiguillas femeninas 6-10 mm de largo, solitarias, poco pediceladas, sostenidas por brácteas membranosas.

## Taxonomía
Zygochloa paradoxa fue descrita por (R.Br.) S.T.Blake y publicado en Papers from the Department of Biology, University of Queensland Papers 1(19): 7–8, t. 3. 1941.
Sinonimia
- Neurachne paradoxa R.Br.	basónimo
- Panicum pseudoneurachne F.Muell.
- Spinifex paradoxa (R. Br.) Benth.
- Spinifex paradoxus (R.Br.) Benth.[4][5]